# Нафтова і газова промисловість Катару
Нафтова і газова промисловість Катару

## Нафта
Нафто- та газовидобуток і переробка вуглеводнів складають основу економіки країни. Для роботи в нафто- і газодобувній та нафтопереробній галузі спостерігається притік іммігрантів.
Видобуток нафти почався у 1940, але був перерваний Другою світовою війною. З 1947 нафтова компанія «Петролеум девелопмент компані ов Катар» знову приступила до експлуатації родовища в околицях Духана на західному узбережжі країни, а у 1949 в Європу був відправлений перший танкер з 15 тис. т нафти. З 1952 ця компанія поступилася своїми правами дочірній компанії «Катар петролеум компані». У 1960 англійська компанія «Шелл Катар», що мала довгострокову концесію в територіальних водах Катару, почала розробку шельфового нафтового родовища. У 1975 уряд викупив капітал концесіонерів і встановив контроль над обома компаніями. У 1974 для експлуатації нафтогазових родовищ і контролю за діяльністю іноземних фірм, зайнятих в нафтогазодобувній і нафтогазопереробній промисловості, була створена державна Генеральна нафтова корпорація. У 1997 видобуток нафти досяг 65 тис. т на добу. 
У 2000 в Катарі видобувалося 863 000 бар/добу вуглеводнів (нафта, газ і конденсат).
У 2002 р Катар видобуває 757 тис. бар. сирої нафти на добу, але до 2004 року планує довести цей об'єм до 1,03 млн барелів. 
Переробка нафти в країні ведеться з 1974. На початку XXI ст. в Умм-Саїді працюють два нафтопереробних заводи. Компанія The National Oil Distribution Co.(NODCO) модернізує виробництво в Умм-Саїді зі збільшенням його потужностей з 57 500 бар./добу до 137000 бар./добу. В Ras Laffan будується ще один завод продуктивністю 80000 бар./добу.

## Природний газ
Природний газ. На початку XXI ст. Катар є одним з найбільших у світі продуцентом і експортером природного газу. У 1997 почалася розробка розташованого в морі одного з найбільших у світі родовищ природного газу Норт-Філд (що частково належить Ірану), яке містить бл. 15% доведених світових запасів. 
Після Алжиру і Малайзії (по 30-31 млрд м3 зрідженого газу) Катар – третій перспективний провідний продуцент зрідженого газу у світі. Прогноз виробництва зрідженого природного газу до 2010 р. – 22,0 млрд м3. 
Компанія Shell планує побудувати в Катарі завод по виробництву синтетичного рідкого палива (GTL), що складається з двох технологічних ліній на потужністю по 75000 бар./добу. Це вдвічі перевищує первинні плани компанії. На кожній лінії протягом 20-25 років буде перероблено по 141.5 млрд куб.м природного газу. Необхідні інвестиції - 3-4 млрд дол. Qatar Petroleum і компанія Sasol (ПАР) розробляють плани будівництва заводу потужністю 34 тис. бар./добу. Компанія ExxonMobil має намір побудувати в країні завод потужністю 100 тис. бар./добу [Petroleum Economist. 2002. V.69, № 12].
Газо- та нафтопроводи. Газ транспортується з району видобутку в районі Духана в Умм-Саїд і Доху по трубопроводах протяжністю 400 км, а нафта з того ж району в Умм-Саїд по трубопроводу довжиною 235 км. Проект “Дельфін” поєднає газові енергосистеми Катару, ОАЕ і Оману, Кувейт також зможе купляти катарський газ (North Field) через компанію ExxonMobil. 
Відповідно до 25-літнього контракту з катарською компанією Dolphin Energy Ltd. (DEL) газ з Катару починаючи з 2003 р. буде поступати декільком енергетичним компаніям з ОАЕ, в тому числі заводу по опрісненню морської води в Фуджейрі. Довжина газопроводу, зведення якого планується закінчити в кінці 2003, становитиме 182 км. Його пропускна здатність – до 3,4 млн куб.м природного газу.